# بایوس سوبیران
بایوس سوبیران (به فرانسوی: Bahus-Soubiran) یک کمون (فرانسه) در فرانسه است که در canton of Aire-sur-l'Adour واقع شده‌است. بایوس سوبیران ۱۴٫۵۳ کیلومتر مربع مساحت دارد ۱۱۳ متر بالاتر از سطح دریا واقع شده‌است.